# 路德会救赎主堂

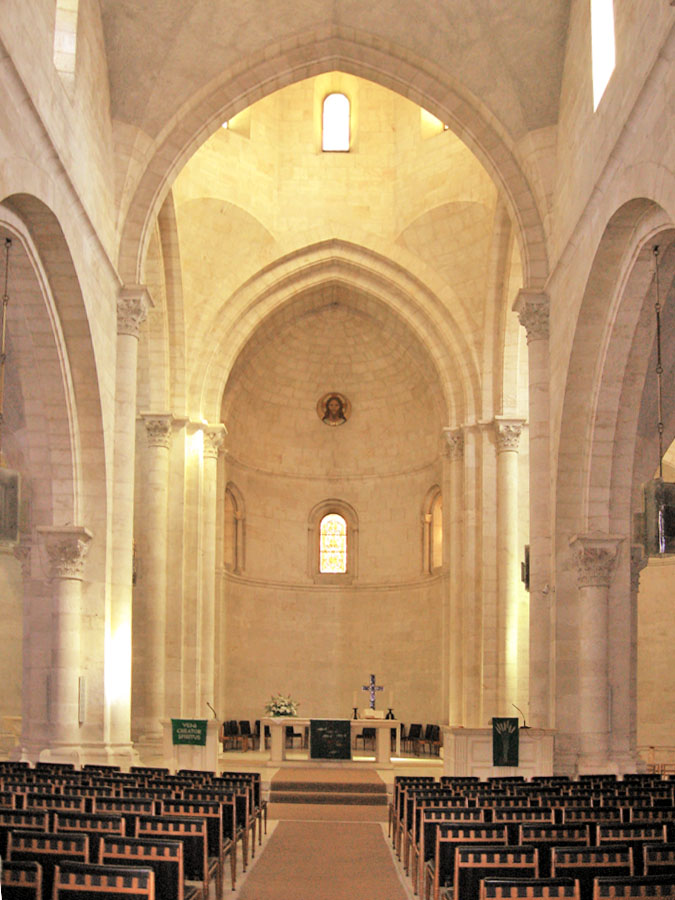
路德会救赎主堂内部

路德会救赎主堂（Lutheran Church of the Redeemer）是耶路撒冷旧城的新教教堂，由建筑师保罗·费迪南德·格罗斯兴建于19世纪后期。救赎主堂目前供阿拉伯语、德语、丹麦语、英语的路德会团体使用。这座教堂也是约旦和圣地福音路德会主教的总部。

## 历史
这座教堂兴建于1892-1898年，这块土地是由奥斯曼帝国的阿卜杜勒-阿齐兹一世在1869年赠给普鲁士国王威廉一世（1870年以后是德国皇帝威廉一世）。这个位置曾经是古代的小马利亚教堂遗址。1898年，威廉二世前往耶路撒冷，为新教堂个人奉献。为了教堂献堂典礼，皇帝骑马进城，通过特制的拱门，一个是奥斯曼帝国的礼物，另一个是当地犹太人团体的礼物。这座教堂在1898年的宗教改革日献堂。在献堂典礼上，威廉二世说：

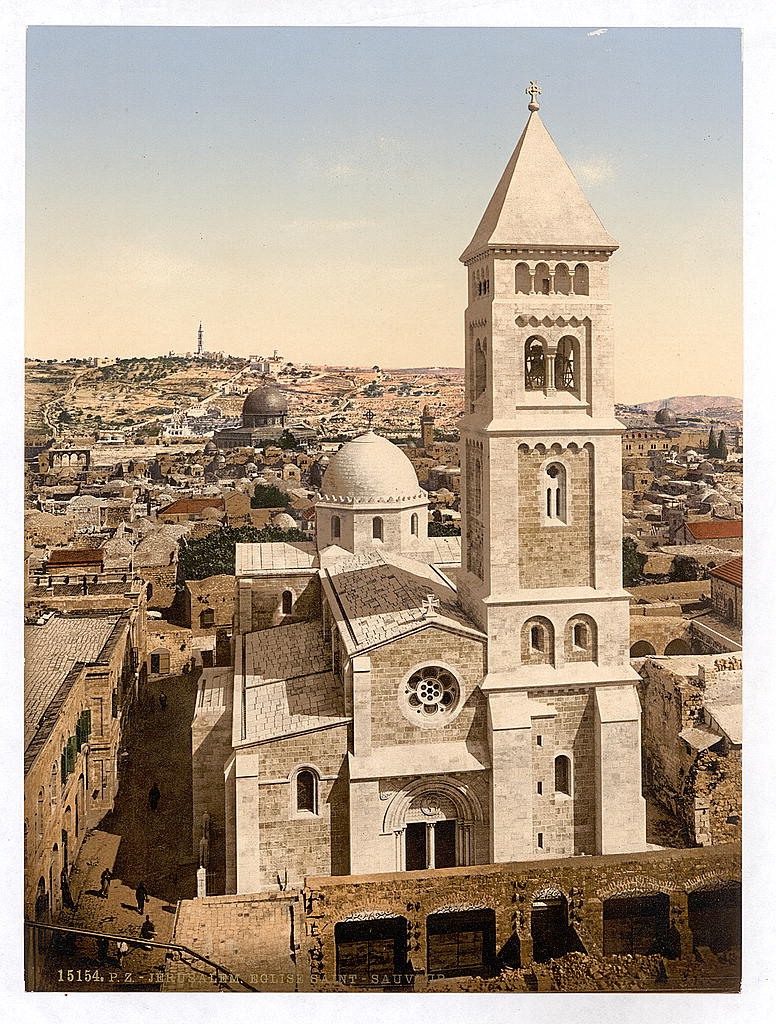
路德会救赎主堂

使德意志民族成为伟大而光荣的辉煌大光来到了耶路撒冷；日耳曼人民成为了什么，他们在十字架的旗帜下，在自我牺牲的慈善象征下。
教堂边的花园是医院骑士团十字军总部的位置。